# Sankeys sånger
Sankeys sånger kan avse flera olika publikationer grundade på sångaren och evangelisten Ira David Sankeys repertoar. Många av sångerna var hans egna tonsättningar som blev väldigt populära. De psalmtexter han skrev rönte inte samma intresse enligt Oscar Lövgren.
I viss mån kan angivande av "från Sankeys sånger" avse någon av de 1200 sånger han publicerade i USA i olika publikationer som samlingar eller särtryck. I andra fall kan avses de svenskspråkiga översättningar som publicerades av olika personer, framför allt följande häften och böcker:
- Sånger till Lammets lof 10 häften av Erik Nyström under åren 1875-1886
- Andliga sånger, sjungna af Ira D. Sankey i tre häften sammanställda av Teodor Trued Truvé 1875-1877.
- Sankeys sånger 1875 i översättningar 1875 av Jakob Timotheus Jacobsson och signaturen B. S.